# 1851 na literatura

## Nascimentos
| Data         | Nome                       | Profissão                                                | Nacionalidade | Observações | Ref |
| ------------ | -------------------------- | -------------------------------------------------------- | ------------- | ----------- | --- |
| 21 de Abril  | Sílvio Romero              | crítico literário, poeta, filósofo, professor e político | Brasil        | m. 1914     |     |
| 23 de Agosto | Ramiro Fortes de Barcellos | escritor, médico, professor e industrial                 | Brasil        | m. 1916     |     |
| (?)          | Alberto Braga              | jornalista e escritor                                    | Portugal      | m. 1911     |     |

## Mortes
| Data           | Nome                        | Profissão | Nacionalidade | Observações | Ref |
| -------------- | --------------------------- | --------- | ------------- | ----------- | --- |
| 1 de fevereiro | Mary Wollstonecraft Shelley | escritora | Inglaterra    | n. 1797     |     |